# Astrid Holm (maler)
 Der er flere personer med dette navn, se Astrid Holm.
Astrid Valborg Holm (30. oktober 1876 i København – 12. december 1937 på Frederiksberg) var en dansk maler og væver. Hendes forældre var fuldmægtig, senere hovedkasserer, justitsråd Henrik Christian Frederik Holm og Severine Jesseline Jessen.

## Sammendrag
Astrid Holm var een af de første til at introducere fauvismens kunstsyn i Danmark. Hun var i 1910, som den ene af to danskere, elev hos Henri Matisse i Paris, og levede 1910-14 i det internationale kunstnermiljø i Paris.
Hun havde en central betydning for vævekunstens udbredelse i Danmark ved etableringen i 1921 af Væveskolen på Det Kongelige Danske Kunstakademi, hvor hun i 1925 blev officielt udnævnt som lærer og leder af uddannelsen. Hun skabte som leder af Kunstnernes Statsunderstøttede Croquisskole fra 1918-1937 et samlingspunkt for de skandinaviske modernister, der i stort tal opholdt sig i København i den periode.
Som alle kvindelige kunstnere ønskede Astrid Holm at opnå anerkendelse og blive del af det etablerede danske kunstmiljø i 1910'erne, hvor kvinder pr. definition var udelukket fra udstillingsfællesskaberne. I sit forskningsarbejde peger kunsthistorikeren Hanne Abildgaard på følgende væsentlige baggrund for kvindernes vanskeligheder: Når man prøver at vurdere, hvad der var de største barrierer for Astrid Holms og hendes kunstnerkammeraters karriereforløb og anerkendelse i samtiden, ser det ud til, at kønsadskillelsen under uddannelsesårene, der bundede i tidens syn på køn og kønsroller, vejede tungest. Hanne Abildgaard fremhæver, at indholdsmæssigt var uddannelsen for kvinderne var mindst lige så god som for mændene. Men, skriver hun: Hvad der til gengæld fik langtrækkende følger for dem som de nye på feltet, er det forhold, at de var henvist til rene kvindefællesskaber, og allermest tungtvejende ser det ud til at have været, at de var udelukket fra Kunstnernes frie Studieskoler. Dermed var de ikke kun afskåret fra tidligt at kunne danne netværk med ambitiøse og engagerede kunstnere af det køn, som var hjemmevant på kunstscenen. Alt tyder på, at retten til at deltage i kampen om opmærksomhed og succes på kunstens felt blev erhvervet tidligt og ofte med basis i kammeratskabskredse med rødder tilbage til uddannelsesårene.
Astrid Holm tilbragte som nævnt flere år i Italien og i Paris. I Paris boede hun centralt og i et miljø, hvor kunstnere af mange nationaliteter færdedes og mødtes, blandt andre de danske kunstnere Jais Nielsen og Johannes Bjerg. En koloni af skandinaviske kunstnere slog sig i disse år ned i Paris, herunder nordmanden Per Krogh, svenskerne Isaac Grünewald, Sigrid Hjertén og Ikke mindst Vera Nilsson, som blev een af Astrid Holms livslange venner.
Hjemrejsen fra Paris gik over Sankt Thomas, som dengang var en del af Dansk Vestindien. Her udførte hun under et kortere ophold flere større figurkompositioner, som efterfølgende er gået tabt. 1915 udstillede Astrid Holm sammen med maleren Jais Nielsen på Den Frie. Maleriet Rose dækker bord vistes her, sammen med malerier fra Frankrigsopholdet, som eksempelvis Udsigt over Collioure, 1913, som i 2005 blev erhvervet af Statens Museum for Kunst. Johannes Hohlenberg omtalte udstillingen i Berlingske Tidende, og han glædede sig over Jais Nielsens og Astrid Holms udforskning af maleriets farve- og fladevirkninger: Udstillingen er meget underholdende og ligner ikke den sædvanlige Type af danske Udstillinger. De to Kunstneres Billeder klæder hinanden. Frøken Holm, hvis Blomsterbilleder mange endnu vil erindre fra en Udstilling for to Aar siden, har siden den Tid været paa Rejse og malet nogle kraftige og farvestærke Billeder fra tropiske Egne. De vidner om de samme Egenskaber som Blomsterbillederne: en udpræget Sans for Arrangementet og for Farvekompositionen.
Malerkollegerne Ebba Carstensen og Annette Houth havde som Astrid Holm erhvervet sig sommerbolig i Horneby ved Hornbæk, hvor de kunne koncentrere sig om at male og nyde godt af fællesskabet. Den islandske maler Júlíana Sveinsdóttir besøgte flere gange egnen for at male og købte efter Astrid Holms død hendes hus. De kom alle til at udgøre kernen i gruppen af Horneby-malere, kaldet Horneby-kolonien.
Astrid Holm blev kun 61 år, og den sidste del af hendes tilværelse bar præg af de pædagogiske og organisatoriske indsatser og helbredsmæssige problemer, som viste sig allerede først i 1930erne. Trods sin indlysende centrale stilling i forbindelse med modernismens gennembrud i Danmark var hun ved sin død ikke repræsenteret på noget kunstmuseum i Danmark. Dette skete først i 2005 med Statens Museum for Kunsts erhvervelse af maleriet Udsigt over Collioure fra 1913, fulgt op i 2008 med erhvervelsen af maleriet Rose dækker bord fra 1914.

## Kunstneriske udtryk
Astrid Holm udtrykte sig kunstnerisk gennem maleri, akvarel, keramik og vævede arbejder.
Forenkling og fasthed og ofte en omridslinje, som det er kendt fra fauvismen, var karakteristisk for Astrids Holms kunstneriske udtryk i malerierne, hvor motiverne ofte var landskaber, interiører og opstillinger med blomster og frugter. Også skildringer af mennesker i miljøer, som maleriet Kvinde i have fra 1914, og det storladne Rose dækker bord, også fra 1914.
Astrid Holm beskæftigede sig en del med keramik, som hun i perioden under 1. verdenskrig fik brændt i G. Eifrigs værksted i Valby. Hun udtalte sig i et interview i 1919 om sit arbejde med keramik: Ja, jeg HAR navnlig gjort det - men vil da for resten uhyre gerne til det igen saa snart der kan vise sig en Udvej for mig til at faa mine Sager brændt. Det er jo nemlig altid det, det kniber med. Tidligere var der en Pottemager Eifrig ude i Valby, som stillede sig saa uhyre forstaaende overfor de Kunstnere, som søgte hans Bistand. Bindesbøll fik f. Eks. for en snes Aar siden mere eller mindre bestandig og arbejdede derude. Og baade Jais Nielsen og jeg og mange andre unge Kunstnere har nydt godt af denne Mands forstaaelse og Velvilje overfor vore Ønsker. Men nu har han ikke noget med Forretningen at gøre - HVIS Brænderiet for resten i det hele taget eksisterer. Sagen er imidlertid den, at Keramik ubetinget bliver smukkest, naar det brændes på gammeldags Maner i de primitive gamle Brændeovne, og DEM kniber det svært med at komme til at benytte her i Byen.
Astrid Holm arbejdede med vævning som kunstnerisk udtryk på lige fod med maleri snarere end som kunsthåndværk. I samarbejde med Ebba Carstensen udførte hun vægtæppet Dronningen af Saba i 1934, som blev købt af Ny Carlsberg Fondet og skænket til Kvindernes Bygning ved indvielsen 1936. Et vævet tæppe med geometriske former befinder sig i Nationalmuseum Stockholm.

## Uddannelse og virke
Astrid Holm studerede oprindelig til ingeniør ved Polyteknisk Læreanstalt, men afbrød studierne til fordel for Emilie Mundt og Marie Luplaus private malerskole, som hun dimitterede fra i 1903.
Efter uddannelse ved Kunstakademiets Kunstskole for Kvinder 1904-1909 med længerevarende pauser for at søge inspiration og studere kunst i Italien 1907-1910, slog hun sig i 1910 ned i Paris og var en periode dette år sammen med danskeren Carl Forup elev hos Henri Matisse.
I Paris udstillede hun på de progressive saloner, og lærte flere centrale skikkelser fra den franske avantgarde i det kubistiske miljø at kende, blandt andet malerne Henri Le Fauconnier og Jean Metzinger og kritikeren André Salmon. Med André Salmon rejste hun i denne periode i Bretagne, og hun opholdt sig i 1913 i Collioure i Sydfrankrig, hvor mange kunstnere i den periode kom, og hvor Matisse i 1905 malede sit gennembrudsmaleri Landskab ved Collioure.
I februar 1913 lejede hun Den Frie Udstilling og præsenterede efter fransk forbillede sine værker fra perioden 1910-1913 på en særudstilling med et udstillingskatalog, hvortil André Salmon skrev et formidlende og anbefalende essay som forord.
Hun vakte opsigt med sin modernistiske udtryksform, men mødte dog mest anerkendelse hos anmelderne for sit koloristiske talent.
Ved udbruddet af 1. verdenskrig i vendte Astrid Holm tilbage til Danmark, hvor hun havde endnu en udstilling på Den Frie, denne gang sammen med Jais Nielsen. Efter gennembrudsudstillingen 1913 var hun - i øvrigt som eneste kvinde - et yndet emne for bladtegneres og petitjournalisters beskæftigelse med den moderne kunstner. Men trods udbredt anerkendelse som en talentfuld kolorist og trods jævnlig deltagelse ved Charlottenborgs Forårsudstilling, blev hun ikke behandlet på lige fod med sine mandlige kolleger. Som det var typisk ved den tids fokus på kvindelige kunstnere, blev hun af kritikerne rost for sin ”Sans for kønne Motiver” og evne til at fremstille motivet effektfuldt, mens hun blev beskyldt for at efterligne den moderne, franske kunst.

## Organisatorisk virke
I sit hjem i Store Kongensgade 21 i København startede hun sin egen kunstskole. Den blev første gang fundet nævnt i BT i 1916 i forbindelse med en tegning af kunstneren, der præsenteres som Den mest kosmopolitiske af vore Malerinder, og hvor det nævnes, at Frk. Holms Malerskole, St. Kongensgade 21, er vist i Øjeblikket den eneste Skole i Kjøbenhavn, der ledes af en Dame. Astrid Holm var medlem af bestyrelsen for fagorganisationen Kvindelige Kunstneres Samfund 1917-1921, og hun blev i 1932 valgt som foreningens revisor - en post, som hun antagelig besad frem til 1937. 1918 blev hun ansat som den første leder for Kunstnernes statsunderstøttede Croquiskole. Her skabte hun som leder og underviser frem til sin død i 1937 et samlingspunkt for de skandinaviske modernister, der i stort tal opholdt sig i København i de år, og hun underviste blandt andet den svenske kunstner og senere ven, Vera Nilsson.
På et af mange rejsestipendier opholdt Astrid Holm sig i 1920 i Paris, hvor hun studerede væveteknik ved Manufacture des Gobelins. Tilbage i Danmark blev hun først uofficielt i 1921 og siden fra 1925 officielt leder af af Væveskolen på Kunstakademiet. Hun blev dermed den første kvindelige lærer på Kunstakademiet. Med dette skifte nedtonede hun sine maleaktiviteter, og begyndte primært at fokusere på vævningen. Frem til sin død var hun optaget af at arbejde for at forbedre kvindernes forhold og arrangerede en del udstillinger, blandt andet var hun medarrangør af Kvindelige Kunstneres Samfunds Udstilling i Kunstindustrimuseet i 1926 Dansk - Norsk - Svensk Kunsthaandværk. Hun deltog selv i udstillingen med katalognummer 108: Phaëtons Fald, et knyttet tæppe med plantefarvet garn.

## Udstillinger
- 1908, 1915-1917, 1919, 1929-1931: Kunstnernes Efterårsudstilling
- 1913, 1915-1916, 1918,1920,1922, 1924, 1926, 1934: Charlottenborg Forårsudstilling
- 1920: Kvindelige Kunstneres Retrospektive Udstilling, København
- 1926: Kvindelige Kunstneres Samfunds udstilling i Kunstindustrimuseet "Dansk - Norsk - Svensk Kunsthaandværk"
- 1929: Charlottenborgs Efterårsudstilling

### Separatudstillinger
- 1913: Den Frie Udstillingsbygning
- 1915: Den Frie Udstillingsbygning (sammen med Jais Nielsen)
- 1939: Kunstforeningen, København (mindeudstilling)

### Seneste udstilling
- 2019: Øregaard Museum og Rønnebæksholm "Astrid Holm & Co" (sammen med Ebba Carstensen, Vera Nilsson, Júlíana Sveinsdóttir, Karen Blixen, Elisabeth Vest da Costa Carneiro, Magdalena Hammerich, Annette Houth, Bizzie Høyer, Carla Colsmann Mohr, Hans Purrmann, Marie Sandholt og Bodil Strubberg)

## Hæder
- Den Raben-Levetzauske Fond 1909 og 1914
- Glashandler Johan Franz Ronges Fond 1913 og 1917
- Akademiets stipendium 1918-19
- K.A. Larssens og Hustru L.M. Larssens født Thodbergs Legat 1936

## Værker i offentlig eje
- Vævet kludetæppe i kelimteknik (uld, omkring 1936, Nationalmuseum Stockholm 1936)
- Dronningen af Saba (vægtæppe flamskvævning 1934, efter karton af Ebba Carstensen. Kvindernes Bygning 1936)
- En frugtskål (Nature morte) (maleri u.å., (ca. 1912-1913), Per Ekström Museum, Öland, Sverige)
- Udsigt over Collioure (maleri 1913, Statens Museum for Kunst 2005)
- Landskab fra Sankt Thomas (Tusch på papir 1914, Billedsamlingen, Det Kongelige Bibliotek)
- Rose dækker bord (maleri 1914, Statens Museum for Kunst 2008)
- Opstilling med æbler (maleri ca. 1914, Per Ekström Museum, Öland, Sverige)
- Den gamle havn i Collioure (maleri 1913, Fuglsang Kunstmuseum 2012)
- Tørklæde (Batik på silke u.å., (1920´erne) Designmuseum Danmark 2016)
- To modeller (maleri 1915, Fuglsang Kunstmuseum 2017)
- Havnen i Collioure (maleri 1913, Øregaard Museum 2020)